# برناردو كابو
برناردو كابو (بالإسبانية: Bernardo Capó)‏ مواليد 20 أكتوبر 1919 في ميورقة، إسبانيا - الوفاة 11 فبراير 2000 في إسبانيا، كان دراج إسباني.

## روابط خارجية
- برناردو كابو على موقع أرشيف الدراجات (الإنجليزية)
- برناردو كابو على موقع إحصائيات الدراجات الإحترافية (الإنجليزية)
- برناردو كابو على موقع CycleBase (الإنجليزية)